# Tüll

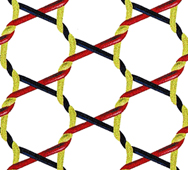
Bobbinet tüll szerkezete

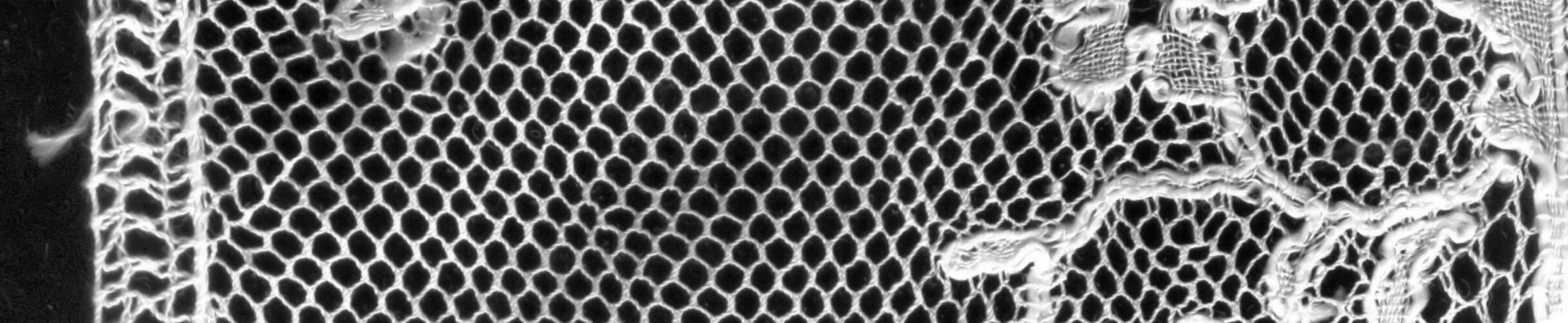
Tüll csipke

A tüll egy vékony fátyolszerű anyag, ami Tulle francia városról kapta a nevét. Tulle a selyem és csipkekészítésről volt nevezetes a 18. században, de az a fajta tüll, ami a magyar népviseletekben is felbukkan (Kalotaszegen a dulándlé, Hollókőn a bíbor ingvállnál, vagy a sárközi viseletben) az az angol John Heathcoat által 1806-ban feltalált bobbinet-géppel előállított anyag. Ezért lett a kalotaszegi kontyolófátyol neve (népetimológia) dulándlé, vagyis tulle anglais (angol tüll).
Ez képezi a tüll csipke alapját is.